# Nakajima Ki-87
Die Nakajima Ki-87 war ein japanisches Abfangjägerprojekt des Zweiten Weltkrieges. Es war ein einsitziger Tiefdecker mit Heckradfahrwerk und wurde von einem Sternmotor mit Turbolader angetrieben.

## Planung und Entwicklung
Die Ki-87 wurde in erster Linie zur Abwehr der B-29-Bomber über Japan entwickelt. Sie basierte auf einer früheren Entwicklung von Nakajima und dem Technischen Büro der japanischen Streitkräfte über ein großes, turbogeladenes Sterntriebwerk, die schon 1942 begann. Die eigentliche Entwicklung führte zur Tachikawa Ki-94; die Ki-87 war der »Plan B«.
Nakajima begann im Juli 1943 mit dem Bau von drei Prototypen, die zwischen November 1944 und Januar 1945 fertiggestellt werden sollten; außerdem sollten bis April 1945 sieben Vorserienflugzeuge ausgeliefert werden. Der Bau wurde durch Probleme mit dem elektrisch betätigten Fahrwerk und dem Turbolader behindert, so dass der erste Prototyp erst im Februar 1945 fertig wurde; der Erstflug fand im April des gleichen Jahres statt. Insgesamt gab es fünf Testflüge, alle mit ausgefahrenem Fahrwerk.
Auf dem Reißbrett entstand auch die Variante Ki-87-II mit einem 3000 PS starken Nakajima Ha217 (Ha-46); sie schaffte es allerdings nicht ins Prototypenstadium.

## Technische Daten

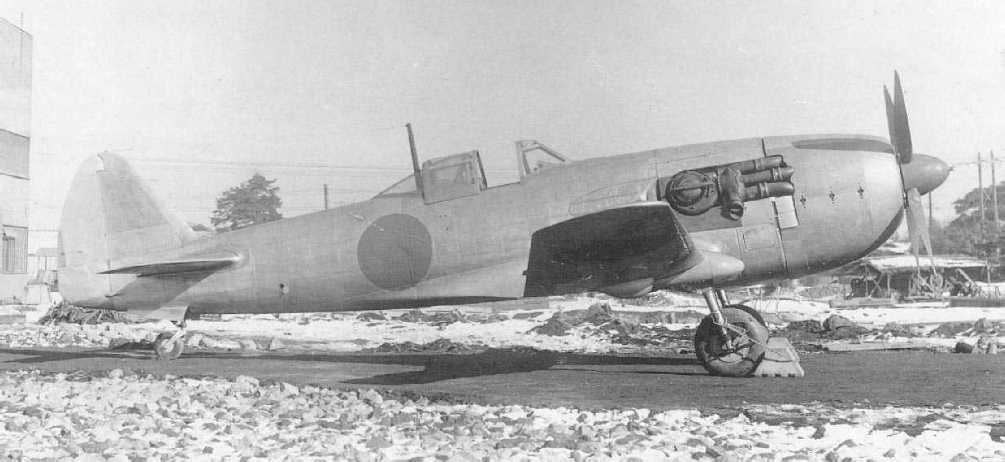
Der Ki-87-Prototyp

| Kenngröße             | Daten Ki-87 Prototyp                                                                                             |
| --------------------- | --- |
| Besatzung             | 1 |
| Länge                 | 11,82 m |
| Spannweite            | 13,42 m |
| Höhe                  | 4,50 m |
| Flügelfläche          | 26,00 m² |
| Flügelstreckung       | 6,9 |
| Tragflächenbelastung  | 216,6 kg/m² |
| Leermasse             | 4388 kg |
| Startmasse            | 5633 kg normal 6102 kg maximal                                                                                   |
| Antrieb               | ein Mitsubishi HA219 RU (Ha-44/11); luftgekühlter 18-Zylinder-Sternmotor mit Turbolader, 2.400 PS (ca. 1.770 kW) |
| Höchstgeschwindigkeit | 704 km/h in 11.000 m Höhe                                                                                        |
| Reisegeschwindigkeit  | 470 km/h |
| Dienstgipfelhöhe      | 12.855 m |
| Bewaffnung            | zwei 30-mm-MK (Ho-105) und zwei 20-mm-MK (Ho-5), eine 250-kg-Bombe                                               |